# 炎黄二帝巨型塑像
34°57′10.09″N 113°30′38.09″E / 34.9528028°N 113.5105806°E
炎黄二帝巨型塑像位于河南省郑州市西北部三十公里之处的黄河风景名胜区向阳山上，炎黄二帝巨塑背依邙山，面向黄河。塑像占地2816平方米，像整体高106米，其中，山高55米，像高51米，雕塑中高者为炎帝，矮者为黄帝，所使用的材料均是太行山真石。河南炎黄文化研究会会长王仁民是该塑像建设的直接推动者，塑像总设计师为吴树华，由海内外华人捐款和政府投资及招商引资共计人民币1.8亿元，历时二十年于2007年建成。

## 历史
1987年，在郑州市重点旅游景点担任要职的王仁民先后到新加坡和美国考察旅游项目。在海外接触到的华人对炎黄子孙的概念非常认同，王仁民便萌生在黄河边建造炎黄二帝雕塑的想法。1987年10月15日，王仁民在黄河游览区主持了建造炎黄二帝巨塑的新闻发布会，向全球华人发出捐资倡议。自此，王仁民开始了在国内外长达5年的游说行动。1988年以周谷城为会长，萧克为执行会长的炎黄二帝巨塑筹委会在北京成立。1991年5月10日，全国性的中华炎黄文化研究会在北京成立，部分国家要官到会祝贺。同年9月12日，炎黄巨塑举行了奠基仪式。奠基3年后，炎黄二帝巨像基础工程于1994年9月开工，但由于资金经常断档，工程时停时建。2004年2月13日，工程建设交由郑州市政府负责，并被列入郑州市重点建设项目。郑州市政府通过政府投资和招商引资的方式，使得工程建设进展顺利，2007年4月18日，炎黄二帝塑像举行了落成典礼。

## 塑像参数
巨塑以山为体，使山人合一，像通体高106米（比美国自由女神像高8米，比俄罗斯祖国母亲在召唤高2米），其中，山高55米，像高51米，雕塑中高者为炎帝，矮者为黄帝，两帝的眼、鼻和脸参数一致，眼长3米，鼻长8米，两张脸加在一起达1000多平方米。塑像用混凝土7000余立方米，钢材1500余吨、花岗岩6000余立方米，所使用的材料均是太行山真石，其中毛石7万余方，景石3万余吨。共耗资约为1.8亿人民币。

## 参看
- 郑州黄河风景名胜区
- 黄帝故里拜祖大典
- 三皇五帝
- 中樞遙祭黃帝陵典禮
- 祭祀轩辕黄帝
- 拉什莫尔山